# Lenomyrmex costatus
Lenomyrmex costatus  (лат.) — вид мелких муравьёв (Formicidae) рода Lenomyrmex из подсемейства Myrmicinae.

## Распространение
Южная Америка: Панама.

## Описание
Мелкие муравьи (длина около 4 мм) желтовато-коричневого цвета. Длина головы рабочих HL 0,76 мм; ширина головы HW 0,64 мм; длина мандибул ML 0,30 мм; длина скапуса усиков SL 0,55 мм; длина глаз EL 0,20 мм; длина груди WL 1,12 мм; длина петиоля PL 0,44 мм; ширина петиоля PW 0,21 мм; длина постпетиоля PPL 0,25 мм; ширина постпетиоля PPW 0,22 мм.
Мандибулы вытянутые, гладкие с многочисленными микрозубчиками. Усики 11-члениковые, усиковых бороздок нет. Заднегрудка с шипиками. Стебелёк между грудкой и брюшком состоит из двух члеников: петиолюса и постпетиолюса (последний четко отделен от брюшка), жало развито. Петиоль с длинным стебельком.

## Систематика
Вид Lenomyrmex foveolatus близок к Lenomyrmex hoelldobleri, от которого отличается желтовато-коричневым цветом, продольными бороздками пронотума и неявным узелком петиоля.